# Wydział Elektroniki i Technik Informacyjnych Politechniki Warszawskiej

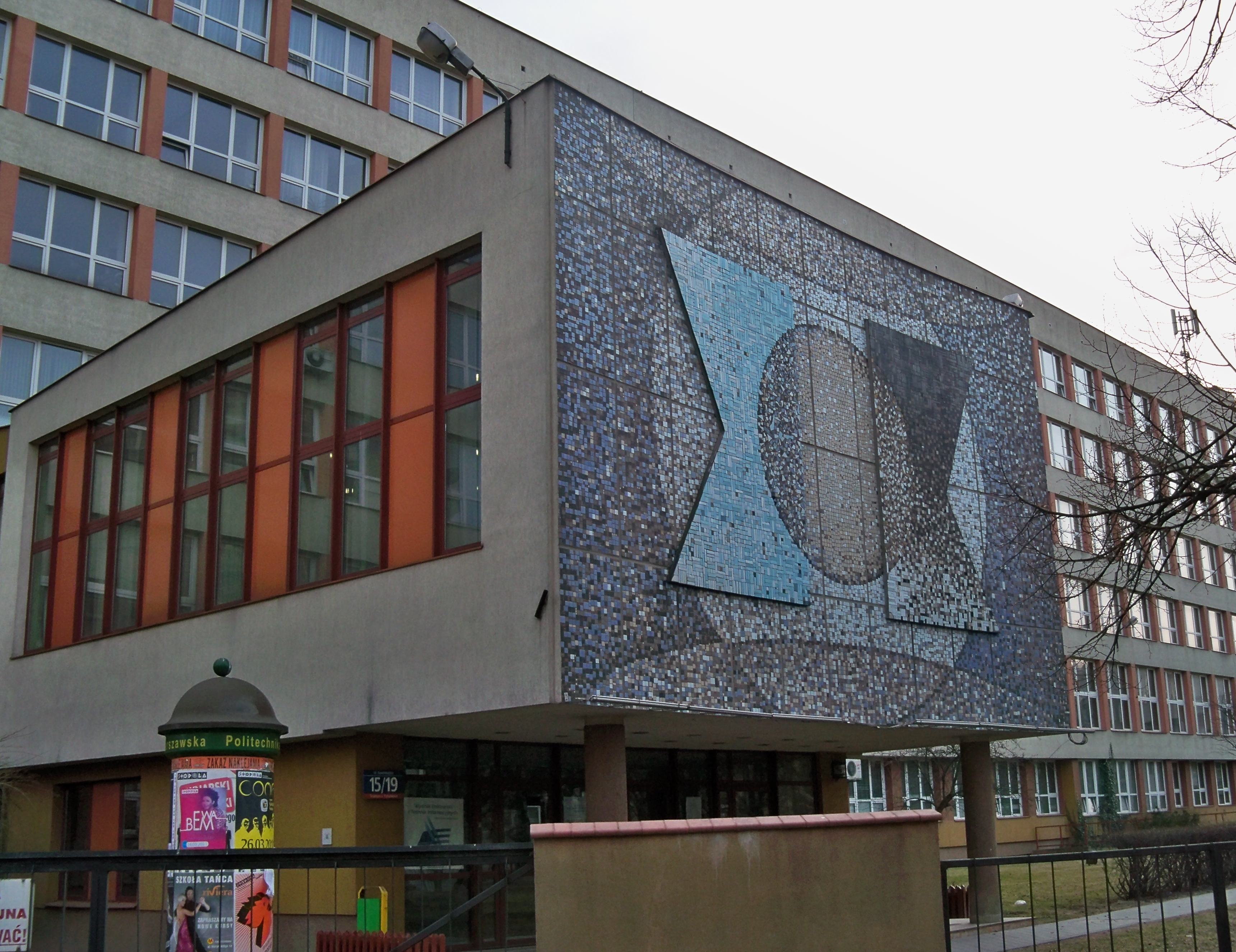
Mozaika na gmachu wydziału autorstwa Stanisława Preyznera (1966)

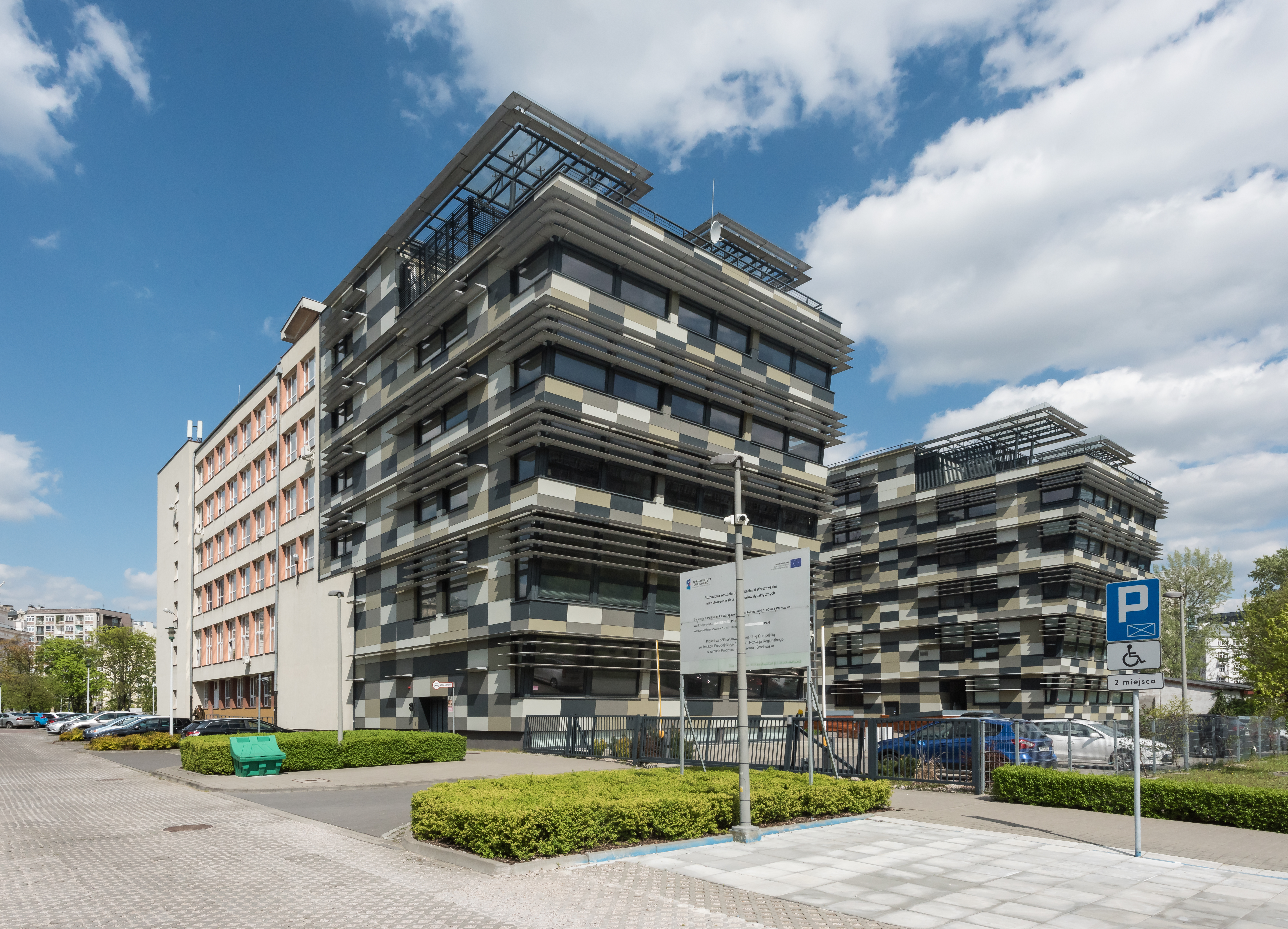
Rozbudowany gmach od strony południowej

Wydział Elektroniki i Technik Informacyjnych (WEiTI) – największy pod względem liczby studentów wydział Politechniki Warszawskiej.
Poprzednie nazwy wydziału to: „Wydział Łączności” (do 1966) i „Wydział Elektroniki” (do 1994).
Wydział mieści się w gmachu im. Janusza Groszkowskiego przy ulicy Nowowiejskiej 15/19.

## Kierunki kształcenia
Wydział kształci studentów w pięciu podstawowych kierunkach:
- Elektronika
- Telekomunikacja
- Informatyka
- Cyberbezpieczeństwo (od 2019)[1]
- Automatyka i Robotyka
- Inżynieria biomedyczna
- Inżynieria Internetu Rzeczy (od 2020)[2]
- Informatyka (studia niestacjonarne drugiego stopnia)[3]
- Elektronika i telekomunikacja (studia niestacjonarne)[3]
- Computer Science (studia anglojęzyczne)[1][4]
- Telecommunications (studia anglojęzyczne)[1][4]

## Struktura wydziału
W ramach wydziału funkcjonują:
- Instytut Automatyki i Informatyki Stosowanej
- Instytut Informatyki
- Instytut Mikroelektroniki i Optoelektroniki
- Instytut Radioelektroniki i Technik Multimedialnych
- Instytut Systemów Elektronicznych
- Instytut Telekomunikacji

## Historia
1 października 1951 r. na Politechnice Warszawskiej utworzono Wydział Łączności, który został wydzielony z Wydziału Elektrycznego. Składał się z dwóch oddziałów: Telekomunikacji oraz Elektroniki Medycznej, kształcąc 800 studentów na 8 specjalnościach:
- akustyka i elektroakustyka,
- automatyka i telemechanika,
- elektronika,
- radiologia i elektronika medyczna,
- radiotechnika,
- technologia sprzętu telekomunikacyjnego,
- technika łączeniowa,
- teletransmisja przewodowa.

Jednolite studia magisterskie na Wydziale Łączności trwały 5,5 roku.
W 1964 r. ukończono budowę Gmachu Łączności (obecnie Gmach Elektroniki i Technik Informacyjnych imienia prof. Janusza Groszkowskiego) mieszczącego się przy ul. Nowowiejskiej, obok Gmachu Głównego Politechniki Warszawskiej. Wydział został przeniesiony do nowego budynku, gdzie funkcjonuje do dziś.
1 września 1966 r. nastąpiła zmiana nazwy wydziału na Wydział Elektroniki, skrócono czas trwania studiów magisterskich do 5 lat i zmieniono programy i kierunki studiów oraz specjalności.
W roku 1967 liczba studentów wydziału przekroczyła 2500.
W 1970 r. wskutek zmian organizacyjnych powstało 6 instytutów:
- Instytut Podstaw Elektroniki (obecnie Instytut Systemów Elektronicznych) – utworzony z Katedry Układów Elektronicznych oraz Katedry Elektrotechniki Teoretycznej „A”;
- Instytut Automatyki (obecnie Instytut Automatyki i Informatyki Stosowanej) – utworzony z Katedry Automatyki i Telemechaniki;
- Instytut Maszyn Matematycznych (obecnie Instytut Informatyki) – utworzony z Katedry Budowy Maszyn Matematycznych oraz części Katedry Technologii Sprzętu Elektronicznego;
- Instytut Radioelektroniki – utworzony z Katedry Urządzeń Radiotechnicznych i Telewizyjnych, Katedry Radiolokacji, Katedry Elektroakustyki, Katedry Radiologii oraz części Katedry Budowy Aparatów Elektromedycznych;
- Instytut Technologii Elektronowej (obecnie Instytut Mikroelektroniki i Optoelektroniki) – utworzony z Katedry Przyrządów Elektronowych, Katedry Elektroniki Ciała Stałego oraz Katedry Wysokiej Próżni;
- Instytut Teleelektroniki (obecnie Instytut Telekomunikacji) – utworzony z Katedry Teletransmisji Przewodowej, Katedry Telekomutacji, Katedry Urządzeń Teletransmisyjnych i Telegraficznych oraz Katedry Telegrafii.

W latach 70 programy studiów były modyfikowane i unowocześniane, zaczęto zwiększać samodzielności studiowania. Pojawiły się wykłady obieralne i monograficzne, a czas studiów skrócono do 4,5 roku. Utworzono 2 nowe kierunki: Telekomunikacja i Informatyka, a także uruchomiono roczne studia kwalifikacyjne o charakterze eksternistyczno-zaocznym.
W latach 1988–1995 zaszły poważne zmiany na wydziale, związane ze zmianą dotychczasowego ustroju oraz otworzeniem się Polski na zachód, a co za tym idzie, pojawiła się konieczność przemodelowania sposobu nauczania studentów. Konieczne było dostosowanie systemu studiów oraz treści nauczania do światowych standardów akademickich. Utworzono system studiów dwustopniowych w ramach makrokierunku Informatyka, Automatyka i Robotyka, Elektronika i Telekomunikacja.
W listopadzie 1991 przed budynkiem WEiTI odsłonięto pomnik poświęcony udziałowi profesorów Politechniki Warszawskiej w akcji V1 i V2.
Z początkiem roku akademickiego 1994/95 na wydziale został wprowadzony elastyczny system studiów I stopnia, a sam wydział po raz kolejny zmienił swoją nazwę na Wydział Elektroniki i Technik Informacyjnych. W 1996 r. liczba studentów na Wydziale przekroczyła 3000. W roku 1997 elastyczny system studiów wprowadzono także na II stopniu.

## Władze
| Okres     | Dziekan              | Prodziekani                                                                         |
| --------- | -------------------- | ----------------------------------------------------------------------------------- |
| 1950–1951 | Ignacy Malecki       | Adam Smoliński                                                                      |
| 1951–1952 | Adam Smoliński       | Stanisław Ryżko, Antoni Kiliński                                                    |
| 1952–1954 | Stanisław Ryżko      | Antoni Kiliński, Tadeusz Trajdos                                                    |
| 1954–1956 | Cezary Pawłowski     | Tadeusz Trajdos, Juliusz Grabowski, Antoni Palczewski                               |
| 1956–1960 | Antoni Kiliński      | Jerzy Statkiewicz, Tadeusz Trajdos                                                  |
| 1961–1962 | Czesław Rajski       | Juliusz Keller, Stanisław Sławiński                                                 |
| 1962–1964 | Czesław Rajski       | Andrzej Górski, Jerzy Osiowski, Stanisław Sławiński                                 |
| 1964–1967 | Stanisław Sławiński  | Andrzej Górski, Radosław Ładziński                                                  |
| 1967–1969 | Stanisław Sławiński  | Stanisław Ryżko, Romuald Litwin, Radosław Ładziński, Alfred Świt, Konrad Fiałkowski |
| 1969–1970 | Alfred Świt          | Stefan Hahn, Romuald Litwin, Stefan Okoniewski, Andrzej Zieliński                   |
| 1970–1973 | Jerzy Statkiewicz    | Stefan Hahn, Stefan Okoniewski, Anatol Gosiewski, Jerzy Pawłowski                   |
| 1973–1975 | Jerzy Statkiewicz    | Andrzej Wierzbicki, Stanisław Budkowski, Jan Ebert, Wiesław Traczyk                 |
| 1975–1978 | Andrzej Wierzbicki   | Jan Hennel, Adam Piątkowski, Andrzej Wojtkiewicz                                    |
| 1978–1981 | Jerzy Osiowski       | Jan Zabrodzki, Adam Piątkowski, Andrzej Wojtkiewicz, Jan Hennel                     |
| 1981–1984 | Jerzy Osiowski       | Jerzy Pułaczewski, Jan Hennel, Henryk Gierasimowicz, Jan Bober                      |
| 1984–1987 | Jan Ebert            | Ryszard Jachowicz, Jerzy Pułaczewski, Henryk Gierasimowicz, Jan Bober               |
| 1987–1990 | Jan Ebert            | Krzysztof Holejko, Andrzej Ruszczyński, Henryk Gierasimowicz, Roman Szabatin        |
| 1990–1993 | Jerzy Woźnicki       | Eugeniusz Toczyłowski, Roman Szabatin, Krzysztof Antoszkiewicz, Andrzej Jakubiak    |
| 1993–1996 | Jerzy Woźnicki       | Roman Z. Morawski, Andrzej Kraśniewski, Krzysztof Antoszkiewicz, Andrzej Jakubiak   |
| 1996–1999 | Krzysztof Malinowski | Roman Z. Morawski, Andrzej Kraśniewski, Krzysztof Antoszkiewicz, Zdzisław Mączeński |
| 1999–2002 | Roman Z. Morawski    | Bogdan Majkusiak, Sławomir Kula, Zdzisław Mączeński, Dariusz Turlej                 |
| 2002–2005 | Józef Lubacz         | Jan Szmidt, Cezary Zieliński, Dariusz Turlej, Zbigniew Gajo                         |
| 2005–2008 | Bogdan Galwas        | Wiesław Winiecki, Marzena Kryszkiewicz, Sławomir Kula, Roman Szabatin               |
| 2008–2012 | Jan Szmidt           | Mieczysław Muraszkiewicz, Dariusz Turlej, Roman Szabatin                            |
| 2012–2016 | Krzysztof Zaremba    | Piotr Tatjewski, Tomasz Starecki, Dariusz Turlej, Zbigniew Gajo                     |
| 2016–2020 | Krzysztof Zaremba    | Piotr Tatjewski, Cezary Zieliński, Daniel Paczesny, Zbigniew Gajo                   |
| 2020–2024 | Michał Malinowski    | Tomasz Starecki, Piotr Firek, Krzysztof Madziar, Krzysztof Perlicki                 |
| 2024–2028 | Tomasz Starecki      | Ewa Niewiadomska-Szynkiewicz, Piotr Firek, Zbigniew Gajo, Jarosław Chudziak         |